# Оги (княжество)
Княжество Оги (яп. 小城藩 Оги-хан) — феодальное княжество (хан) в Японии периода Эдо (1642—1871). Оги-хан располагался в провинции Хидзэн (современная префектура Сага) в регионе Кюсю.
Дочерний хан Сага-хана.

## Краткая история
Административный центр: город Оги (современный город Оги в префектуре Сага).
Доход хана: 73 000 коку риса
Княжеством управлялось родом Набэсима, который принадлежал к тодзама-даймё и имел статус правителя лагеря (陣屋). Главы роды имели право присутствовать в вербовом зале сёгуна.
Первоначально Оги-хан входил в состав Сага-хана. В 1642 году Оги-хан был создан для Набэсимы Мотосигэ (1602—1654), старшего сына Набэсимы Кацусигэ (1580—1657), 1-го даймё Сага-хана (1607—1657). Хотя Мотосигэ был старшим сыном, он был смещён в линии наследования в Сага-хане в пользу своего сводного брата Набэсимы Таданао (1613—1635), мать которого была дочерью сёгуна Токугава Иэясу.
Мотосигэ получил домен Оги-хан с доходом в 73 тысячи коку риса, а также служил в качестве советника сёгуна Токугава Иэмицу. Его сын, Набэсима Наоёси, стал 2-м даймё Оги-хана (1657—1679) и построил укреплённый дом (Jin’ya), который стал его резиденцией и будущим городом Оги. Его сын, Набэсима Тототакэ, занимал высокие посты в правление 5-го сёгуна Токугава Цунаёси. Тем не менее, постепенно финансовое положение княжества становилось очень тяжёлым. Оги-хан находился на грани банкротства, из-за чего отношения с главной линией из Сага-хана становились все более напряжёнными.
При Набэсиме Наотаке (1804—1850) Оги-хан был окончательно признан в качестве независимого княжества и перешёл в непосредственную зависимость от сёгуната. Даймё Оги-хана получил разрешение на строительство собственного замка-резиденции, но из-за нехватки финансовых средств не смог это сделать.
Во время Войны Босин Набэсима Наотора, 11-й и последний даймё Оги-хана (1864—1871), поддержал Союз Саттё и возглавил силы Оги-хана против сторонников Токугава в Акита на севере Японии. За свою верность императору Мэйдзи и участие в военных действиях против сёгуната Токугава даймё Оги-хана получил в августе 1869 году 5000 коку риса. Тем не менее, эта награда была только номинальной.
В 1871 году после административно-политической реформы Оги-хан был ликвидирован. Территория княжества была включена в состав префектуры Сага.
Набэсима Наотора и его наследники получили титул виконта (сисяку) в системе кадзоку.

## Даймё Оги-хана
| №  | Имя и годы жизни              | Имя и годы жизни | Годы правления | Ранг, титул     | Примечания                   |
| -- | ----------------------------- | ---------------- | -------------- | --------------- | ---------------------------- |
| 1  | Набэсима Мотосигэ (1602—1654) | 鍋島元茂         | 1642—1654      | 従五位下 紀伊守 | Второй сын Набэсимы Кацусигэ |
| 2  | Набэсима Наоёси (1623—1689)   | 鍋島直能         | 1654—1679      | 従五位下 加賀守 | Старший сын предыдущего      |
| 3  | Набэсима Мототакэ (1662—1713) | 鍋島元武         | 1679—1713      | 従五位下 紀伊守 | Второй сын Набэсимы Наоёси   |
| 4  | Набэсима Мотонобу (1695—1714) | 鍋島元延         | 1713—1714      | 従五位下 加賀守 | Второй сын Набэсимы Мототакэ |
| 5  | Набэсима Наохидэ (1699—1744)  | 鍋島直英         | 1714—1744      | 従五位下 加賀守 | Третий сын Набэсимы Мототакэ |
| 6  | Набэсима Наокадзу (1726—1780) | 鍋島直員         | 1744—1764      | 従五位下 紀伊守 | Сын Набэсимы Наохидэ         |
| 7  | Набэсима Наомасу (1756—1801)  | 鍋島直愈         | 1764—1794      | 従五位下 加賀守 | Сын Набэсимы Наокадзу        |
| 8  | Набэсима Наотомо (1784—1804)  | 鍋島直知         | 1794—1804      | 従五位下 紀伊守 | Сын предыдущего              |
| 9  | Набэсима Наотака (1800—1873)  | 鍋島直尭         | 1804—1850      | 従五位下 紀伊守 | Сын Набэсимы Наомасу         |
| 10 | Набэсима Наосукэ (1829—1864)  | 鍋島直亮         | 1850—1864      | 従五位下 加賀守 | Сын предыдущего              |
| 11 | Набэсима Наотора (1856—1925)  | 鍋島直虎         | 1864—1871      | 従五位下 紀伊守 | Второй сын Набэсимы Наомасы  |

## Галерея
- Набэсима Мотосигэ, 
1-й даймё Оги-хана 
(1654—1654)
- Набэсима Наоёси, 
2-й даймё Оги-хана 
(1654—1679)
- Набэсима Мототакэ, 
3-й даймё Оги-хана 
(1679—1713)
- Набэсима Наохидэ, 
5-й даймё Оги-хана 
(1714—1744)
- Набэсима Наотора (1856—1925), 
11-й (последний) даймё 
Оги-хана (1864—1871)